# Tony Lespoir
Tony Gill Lespoir (* 1. September 1976) ist ein seychellischer Kanute.
Tony Lespoir startete als einziger Kanute für die Seychellen bei den Olympischen Sommerspielen 2004 in Athen und schied dort im Einer-Kajak im Halbfinale über 500 Meter und in den Vorläufen über 1000 Meter aus. 2007 trat er bei den Weltmeisterschaften in Duisburg an. Über 200 Meter wurde er 34., über 500 Meter 45. und 35. über 1000 Meter. Bei den Afrika-Meisterschaften 2008 in Kenia gewann Lespoir Silber über 500 Meter und Bronze auf der 1000-Meter-Strecke. Er nahm auch an den Olympischen Sommerspielen 2008 in Peking teil und schied dort in den Vorläufen über 500 und 1000 Meter aus.